# Karl-Heinz Luck
Karl-Heinz Luck (ur. 28 stycznia 1945 w Unterschönau, zm. 31 sierpnia 2024 w Rotterode) – niemiecki dwuboista klasyczny reprezentujący NRD, brązowy medalista olimpijski.

## Kariera
W 1968 roku Luck wystartował na igrzyskach olimpijskich w Grenoble, gdzie zajął 11. pozycję. Dwa lata później wystąpił na mistrzostwach świata w Wysokich Tatrach. Zdołał tam awansować z dwunastej pozycji po skokach na szóste miejsce po biegu. Był to najlepszy wynik spośród kombinatorów reprezentujących NRD.
Największy sukces w swojej karierze osiągnął na igrzyskach olimpijskich w Sapporo w 1972 roku. W zawodach indywidualnych wywalczył brązowy medal. Na podium awansował aż z siedemnastej pozycji, ulegając tylko swemu rodakowi Ulrichowi Wehlingowi oraz Rauno Miettinenowi z Finlandii. Ponadto wygrał zawody w kombinacji na Holmenkollen ski festival, a w 1969 roku był mistrzem kraju. W 1973 roku zakończył karierę.

## Osiągnięcia

### Igrzyska olimpijskie
| Miejsce | Dzień     | Rok  | Miejscowość | Konkurencja              | Wynik zwycięzcy | Strata     | Zwycięzca      |
| ------- | --------- | ---- | ----------- | ------------------------ | --------------- | ---------- | -------------- |
| 11.     | 12 lutego | 1968 | Grenoble    | Indywidualnie K-90/15 km | 449,04 pkt      | 35,02 pkt  | Franz Keller   |
| 3.      | 5 lutego  | 1972 | Sapporo     | Indywidualnie K-90/15 km | 413,340 pkt     | 14,540 pkt | Ulrich Wehling |

### Mistrzostwa świata
| Miejsce | Dzień     | Rok  | Miejscowość   | Konkurencja              | Wynik zwycięzcy | Strata    | Zwycięzca     |
| ------- | --------- | ---- | ------------- | ------------------------ | --------------- | --------- | ------------- |
| 6.      | 14 lutego | 1970 | Wysokie Tatry | Indywidualnie K-90/15 km | 410,50 pkt      | 17,82 pkt | Ladislav Rygl |